# Capron (Virgínia)
Capron és una població dels Estats Units a l'estat de Virgínia. Segons el cens del 2000 tenia 167 habitants.

## Demografia
Segons el cens del 2000, Capron tenia 167 habitants, 72 habitatges, i 45 famílies. La densitat de població era de 403 habitants per km².
Dels 72 habitatges en un 26,4% hi vivien nens de menys de 18 anys, en un 48,6% hi vivien parelles casades, en un 11,1% dones solteres, i en un 37,5% no eren unitats familiars. En el 36,1% dels habitatges hi vivien persones soles el 16,7% de les quals corresponia a persones de 65 anys o més que vivien soles. El nombre mitjà de persones vivint en cada habitatge era de 2,32 i el nombre mitjà de persones que vivien en cada família era de 3,04.
Per edats la població es repartia de la següent manera: un 24% tenia menys de 18 anys, un 6% entre 18 i 24, un 30,5% entre 25 i 44, un 23,4% de 45 a 60 i un 16,2% 65 anys o més.
L'edat mediana era de 41 anys. Per cada 100 dones de 18 o més anys hi havia 95,4 homes.
La renda mediana per habitatge era de 45.000 $ i la renda mediana per família de 50.833 $. Els homes tenien una renda mediana de 36.750 $ mentre que les dones 25.417 $. La renda per capita de la població era de 22.588 $. Cap de les famílies estaven per davall del llindar de pobresa.

## Poblacions més properes
El següent diagrama mostra les poblacions més properes.